# 大瑋瑎
大瑋瑎（？—906年），是渤海國第十四代君主，大氏，在位期間893年至906年。

## 生平
893年（唐昭宗景福二年），大玄锡去世，大瑋瑎嗣位，遣使告哀于唐。冬，派文籍院监等一百余人出使日本。翌年受唐册封。十月，唐昭宗賜渤海王大瑋瑎敕書，翰林稱加官是中書撰書之意，諮報中書。
896年，王子大封裔在唐朝進貢之際，與偶然在長安的新羅使節發生爭席次事件。
后新罗学者崔致远作《谢不许北国居上表》，把渤海人称为“靺鞨”，称为“粟末小蕃”。认为新罗乃是上国。
906年遣国相朝唐贡献。其子大光赞同来，应宾贡试，进士及第，大瑋瑎去世，大諲譔即位。